# Gran Hotel Bali
Gran Hotel Bali – hotel w hiszpańskim mieście Benidorm, o wysokości 186 m. Liczy 52 kondygnacje.
Jest najwyższym hotelem w Europie. Został oddany do użytku w 2002 roku.